# 9033 Каване
9033 Каване (9033 Kawane) — астероїд головного поясу, відкритий 4 січня 1990 року.
Тіссеранів параметр щодо Юпітера — 3,113.